# Lagoa Salgada (lagoa de Feira de Santana)

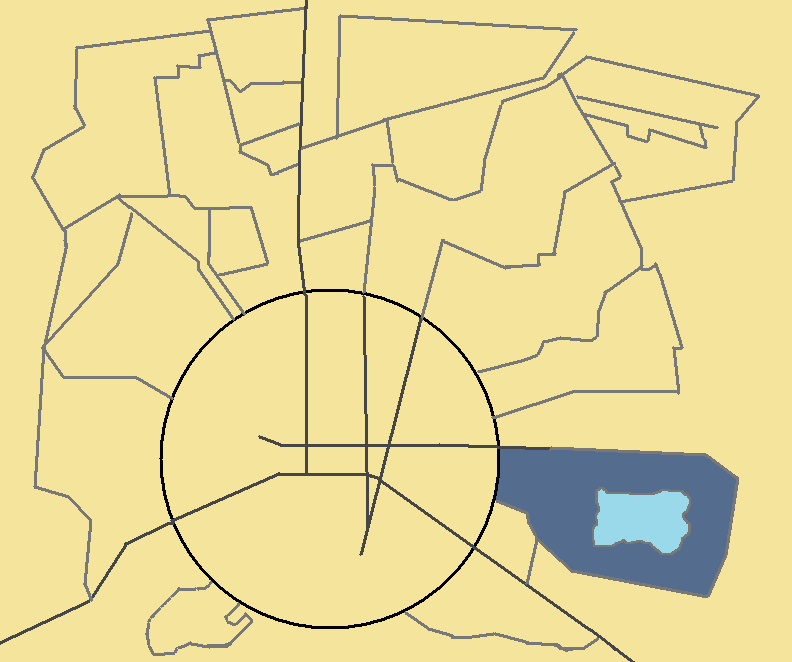
Lagoa Salgada (em azul claro) dentro do bairro de mesmo nome (em azul escuro), ao leste da região central da cidade de Feira de Santana.

Lagoa Salgada é a maior lagoa do município de Feira de Santana, no estado da Bahia, Brasil.
Deu origem ao nome do bairro que surgiu em volta da lagoa, o bairro Lagoa Salgada.